# بخش رتویک
بخش رتویک (به سوئدی: Rättviks kommun) یک ناحیه شهری در سوئد است که در شهرستان دالارنا واقع شده‌است.